# Pyxidea mouhotii
La tortuga de caixa carenada (Pyxidea mouhotii) és una espècie de tortuga pertanyent a la família Geoemydidae que es troba a la Xina (Hainan, el Guangxi suroccidental i possiblement el sud de Yunnan), així com en el nord i el centre del Vietnam, Laos, el nord de Cambodja, Tailàndia, Myanmar i Assam, en l'Índia.
Està catalogada com una espècie en perill d'extinció per la Unió Internacional per a la Conservació de la Naturalesa. En el seu lloc de procedència es cacen per les seves aplicacions en l'àmbit de la medicina popular.
La hi sol classificar, o bé com l'única espècie del gènere Pyxidea, o bé com a part del gènere de les tortugues de caixa asiàtiques Cuora, amb els qui guarda gran proximitat genètica.